# Liu Yan (Gouverneur)
Liú Yān (chinesisch 劉焉 / 刘焉; † 194), Hofname (Zi) Jūnláng (君郎), war ein Provinzgouverneur der chinesischen Han-Dynastie. Als in den 80er Jahren des 2. Jahrhunderts die Zentralregierung die Kontrolle über die Provinzen verlor, konnte Liu Yan seine Provinz zu einem unabhängigen Territorium ausbauen.

## Leben
Liu Yan war als Nachkomme des Prinzen Liu Yu von Lu, Sohn von Kaiser Jing, ein Mitglied der kaiserlichen Familie. Seine adlige Herkunft und seine Begabungen ermöglichten ihm einen raschen Aufstieg bei Hofe bis zum Taichang (chinesisch 太常 – „Zeremonienmeister“) des Kaisers. Als die Regierung des Kaisers Ling zu Beginn der 80er Jahre zusehends die Macht über das Reich verlor und in innere Machtkämpfe zerfiel, suchte Liu Yan nach einem Posten fern vom Hof, um nicht zwischen die Fronten zu geraten. Auf Anraten seines Beraters Dong Fu (董扶) bewarb er sich um den Posten des Gouverneurs der abgelegenen Yi-Provinz.
Als er dort mit seiner Privatarmee anlangte, brachen dort Bauernaufstände unter Ma Xiang (馬相) und Zhao Zhi (趙祗) aus, die sich den Gelben Turbanen anschlossen. Mit der Hilfe der Großgrundbesitzer und adliger Familien der Provinz konnte Liu Yan den Aufstand ersticken. Nachdem die Yi-Provinz fest in seiner Gewalt war, trennte Liu Yan alle Verbindungen zur Zentralregierung, die im Chaos versank, und regierte autonom. Um seine Nordgrenze abzusichern, schickte Liu Yan die Generäle Zhang Lu und Zhang Xiu (張脩) aus, um die vom kaisertreuen Präfekten Su Gu (蘇固) kontrollierte Festung Hanzhong einzunehmen. Zhang Lu tötete jedoch zuerst Zhang Xiu, übernahm dann dessen Truppen und ließ Su Gu ermorden. Dann herrschte er autonom über die Gegend um Hanzhong und bildete einen Puffer zwischen Liu Yans Territorium und den Provinzen, die noch der Zentralregierung hörig waren.
Um seine Macht im Innern zu stärken, brach Liu Yan die Macht der Adelsfamilien seiner Provinz, indem er ihre Oberhäupter hinrichtete. Auch eine allgemeine Erhebung unter dem Großgrundbesitzer Jia Long (賈龍) konnte ihn nicht aufhalten. Auch einen Angriff der Qiang-Stämme auf die Hauptstadt Mianzhu (綿竹) wehrte Liu Yan ab.
Nach dem Tod des Kanzlers Dong Zhuo (192), der den Kaiser in der neuen Reichshauptstadt Chang’an kontrolliert hatte, war die schwache Zentralmacht auf seine Generäle Li Jue und Guo Si übergegangen. Liu Yan plante, sie zu schlagen und die Hauptstadt zu erobern, was ihn zum mächtigsten Warlord dieser Zeit gemacht hätte. Drei seiner Söhne dienten zu dieser Zeit in der Hauptstadt: Liu Fan (劉範), Liu Dan (劉誕) und Liu Zhang. Mit ihrer Hilfe und im Bündnis mit den Warlords Ma Teng und Han Sui aus der Liang-Provinz versuchte Liu Yan die Übernahme der Stadt, aber seine Armee und die seiner Verbündeten wurden von Li Jue und Guo Si geschlagen, die seine Söhne verfolgten und brutal hinrichten ließen. Nur Liu Zhang entkam zu seinem Vater. Im Sommer desselben Jahres brannte die Hauptstadt der Yi-Provinz nach einem Blitzschlag ab, und Liu Yan verlegte die Hauptstadt nach Chengdu. Wenig später erkrankte und starb sein Sohn Liu Mao (劉瑁). Noch im selben Jahr starb auch Liu Yan, angeblich aus Trauer über den Verlust dreier seiner Söhne. Sein Sohn Liu Zhang übernahm die Herrschaft über die Yi-Provinz.

## Adaption
Im klassischen Roman Die Geschichte der Drei Reiche von Luo Guanzhong wird Liu Yan als Gouverneur der You-Provinz vorgestellt, der gegen die Rebellen der Gelben Turbane kämpft. Dort trifft er den General Liu Bei, der dreißig Jahre später das Erbe des Gouverneurs von seinem Sohn einfordert.